# Cottage cheese
Le cottage cheese, fromage cottage ou tout simplement le cottage,,, est un fromage frais à base de lait demi-écrémé ou écrémé, où le lait est caillé avec ou sans présure. Il peut être consommé salé ou sucré, avec de la crème. Sa texture granuleuse est caractéristique.

## Histoire

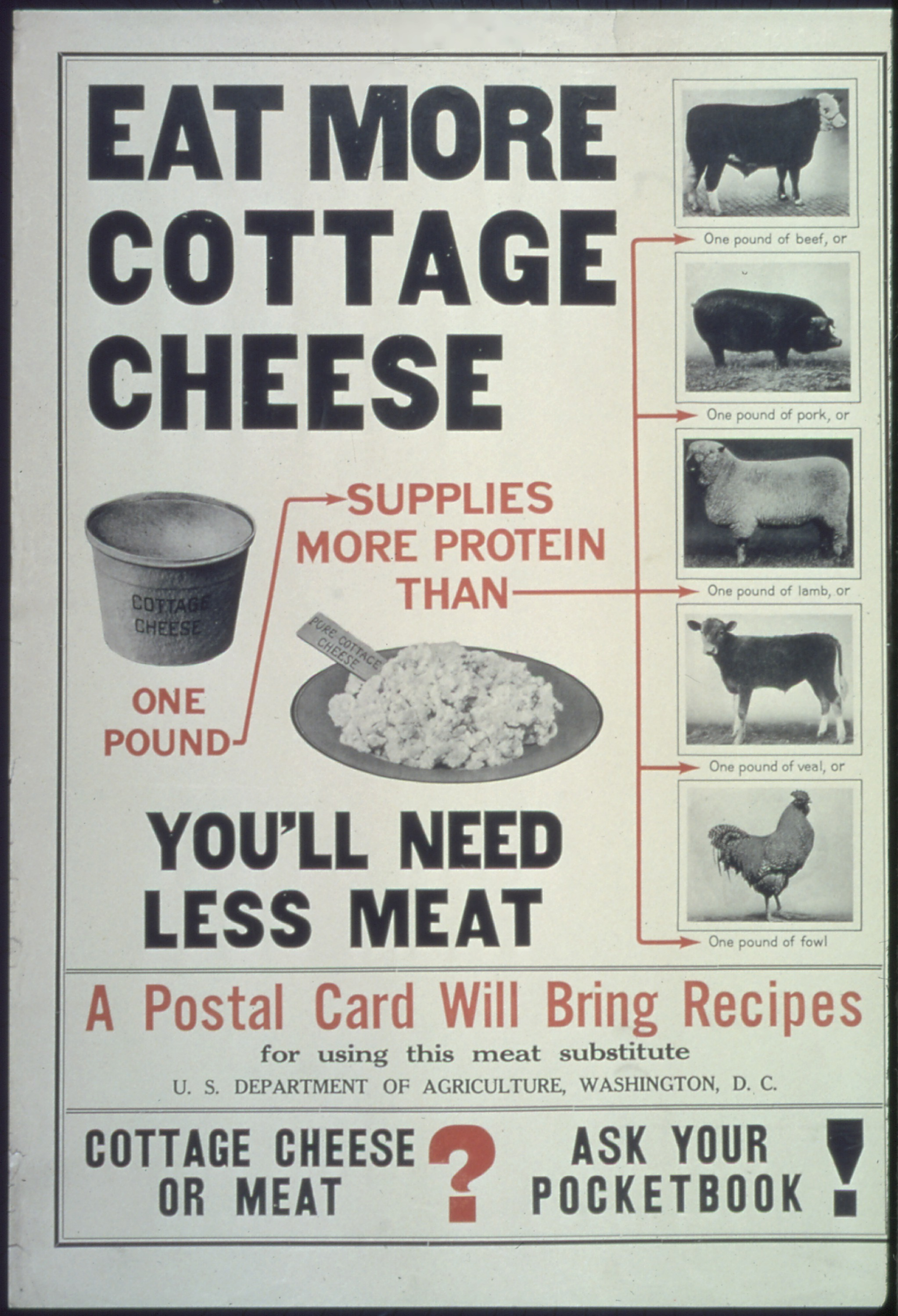
Publicité pour le cottage cheese, Food Administration, États-Unis (vers 1917-1919).